# Marian Spoida
Marian Spoida (Poznań, 4 gennaio 1901 – Katyn', 16 aprile 1940) è stato un calciatore polacco, di ruolo centrocampista. Mori' nel massacro di Katyn'.

## Carriera

### Club
Ha giocato tutta la carriera nel campionato polacco.

### Nazionale
Con la Nazionale ha preso parte alle Olimpiadi estive del 1924.